# Furcraea martinezii
Furcraea martinezii är en sparrisväxtart som beskrevs av García-mend. och L.de la Rosa. Furcraea martinezii ingår i släktet Furcraea och familjen sparrisväxter. Inga underarter finns listade i Catalogue of Life.